# Párkány (építészet)

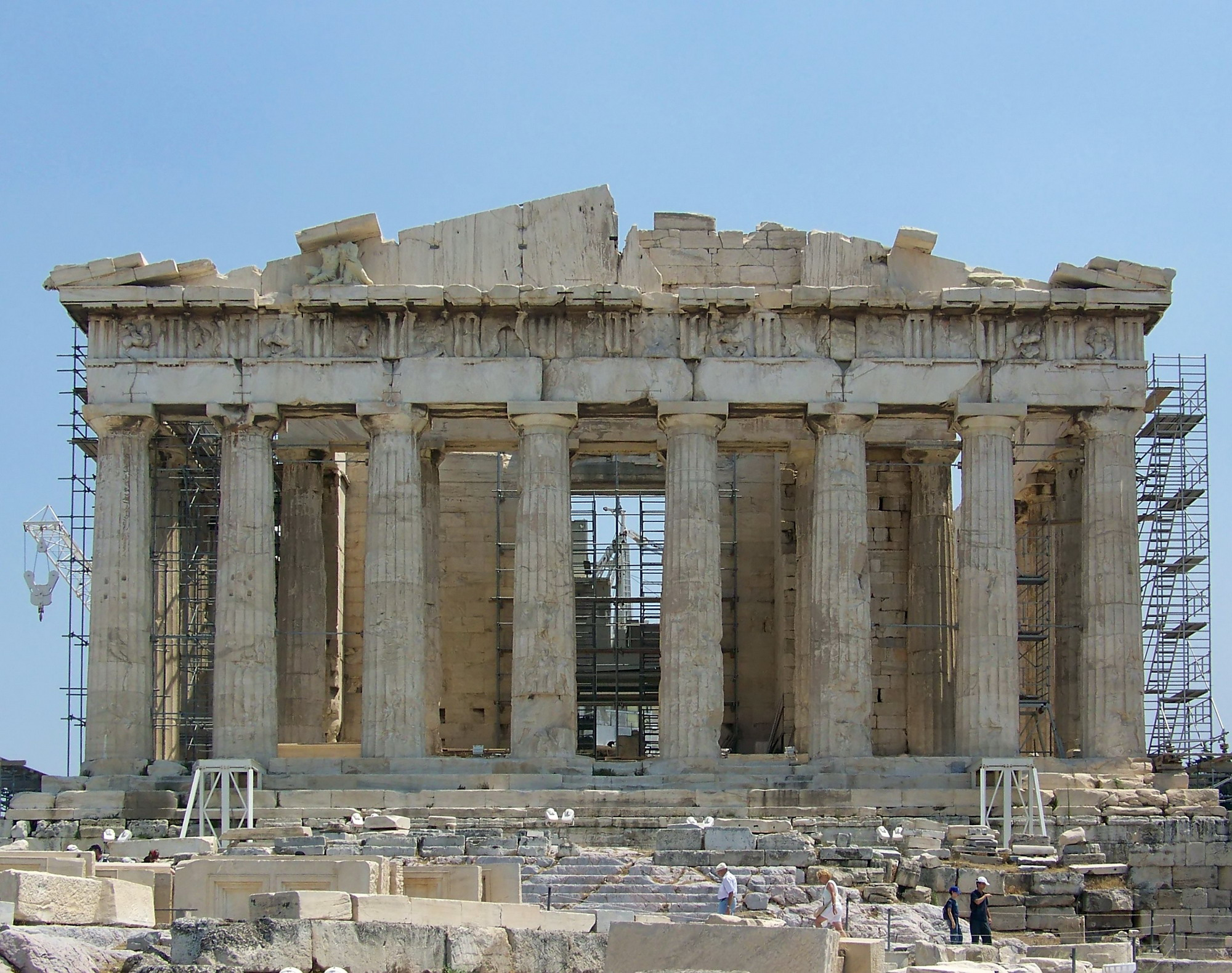
A Parthenón: a dór oszlopok és a timpanon között jól megfigyelhető a koronázópárkány három része

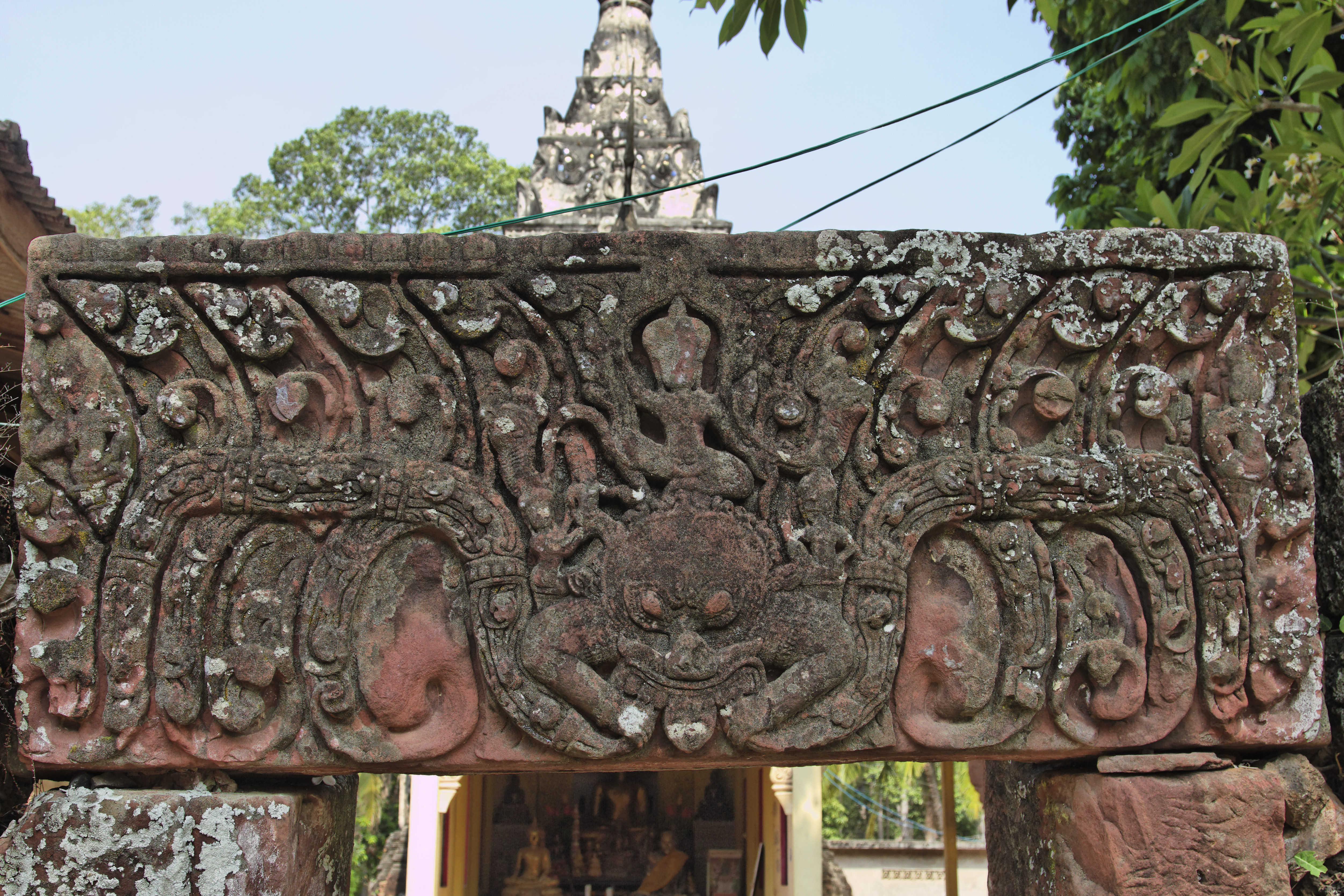
Szemöldökpárkány Ku Phra Kona khmer templomában

A párkány két, három vagy több tagból álló, összefogó vagy koronázó, erősebben vagy gyengébben kiugró, többé-kevésbé gazdagon tagozott, valamely építményt, vagy egyes részeit tagoló, vízszintes épületszerkezeti elem.

## Fajtái
- Koronázópárkány (főpárkány): az épületet fölülről lezáró, általában erősen kiülő, arányaival a homlokzat teljes magasságához igazodó, gyakran gazdagon díszített és finoman tagolt párkány.
- Övpárkány (osztópárkány, választópárkány): többszintes épület homlokzatán az emeleteket elválasztó, a födém vagy az ablakkönyöklő magasságában húzódó, egy- vagy ritkábban háromrészes párkány. Többnyire kevéssé kiugró, egyszerűen tagolt. Eredeti funkciója annak megakadályozása, hogy az esővíz az egész homlokzaton végigfolyjon.
- Szemöldökpárkány: ajtók, ablakok felső keretelése.
- Könyöklőpárkány (mellvédpárkány): a parapetek felső tagja; ez az, amire könyöklünk.
- Ívsoros párkány: félkörívek sorából álló díszítőszalag közvetlenül valamely párkány alatt.
- Talppárkány, illetve lábazati párkány (a német Sockel után szokli-párkány): a lábazatot választja el az épület többi részétől. Többnyire egyszerű, erősen kiugró, erősen tagozott párkány.
- Vállpárkány: az ívek, boltozatok kezdővonalát tünteti ki.
- Golyvázott párkány: olyan párkány, amely plasztikusan követi a falból kiugró féloszlopok formáját.

## Részei
A párkányokat elvileg három részre tagoljuk, bár nem mindegyik rész jelenik meg minden párkányon. Az egyes részek (fölülről lefelé haladva):
- geiszon,
- fríz,
- architráv

A geiszon (koszorúpárkány) a párkány fölső, kiülő, koronázó része.
A fríz (képszék, párkánymező, gerendamező) a párkány középső, vízszintes sávja, az épület egy-egy részének formai lezárására, tagolására, díszítésére szolgáló elem. Figurális, növényi vagy geometrikus mintákkal díszítik — ennek megfelelően ornamentális és figurális változatait különböztetjük meg.
Az architráv (episztillon) a párkány többi részét hordozó, egyenes áthidalás. Az ógörög építészetben használt, monolit (egy kőből faragott) támaszgerendás szerkezetekből fejlődött ki. Az antik és az azt követő templomépítészetben az architráv az a vízszintes, oszlopokon fekvő főgerenda, ami a fölötte elhelyezkedő épületelemeket hordozza.

## Anyaga
A hagyományos (vasbeton előtti) épületekben a párkányok anyaga lehet:
- kő (tartósabbnak szánt vagy emlékszerű építményeken)
- fa (különösen a koronázó párkányoké, mert erős kiugrással szerkeszthetők)
- bádog (tetőzeteken vagy a 19. századtól a kőpárkányt olcsóbb anyaggal helyettesítve)
- tégla (sokszor formatéglákból, nyersen kirakva) — az ún. húzott párkányt téglából rakják ki, a felületét pedig malterral húzzák ki